# The Fighting Marines
The Fighting Marines é um seriado estadunidense de 1935, o último produzido pela Mascot Pictures. O estúdio foi então comprado e se fundiu com outros para formar a Republic Pictures. A nova companhia se tornou a mais famosa produtora de seriados, começando com Darkest Africa em 1936.
O futuro produtor da Republic Pictures, Franklin Adreon, começou a se interessar e envolver com seriados a partir dessa produção; era ex-fuzileiro naval, então na Reserva da Marinha, foi consultor técnico e interpretou um pequeno papel, o do Capitão Holmes.

## Sinopse
Quando a Marinha dos Estados Unidos da América inicia a construção de uma pista de pouso em Halfway Island, no Oceano Pacífico, acaba interferindo com o esconderijo do misterioso vilão mascarado, The Tiger Shark, que começa a sabotar seus esforços. O Sargento Schiller (George J. Lewis), irmão de Francês (Ann Rutherford), é sequestrado pelos vilões após ter desenvolvido um giroscópio que poderia identificar a sua localização. Cabo Lawrence (Grant Withers) e Sargento McGowan (Adrian Morris) tentam resgatá-lo e parar o Tiger Shark.

## Elenco
- Grant Withers … Cabo Larry Lawrence
- Adrian Morris … Sargento Mack McGowan
- Ann Rutherford … Frances Schiller
- Robert Warwick … Coronel W. R. Bennett
- George J. Lewis … Sargento William Schiller
- Patrick H. O'Malley, Jr. … Capitão Grayson
- Victor Potel … Fake Native Chief, um dos capangas de Tiger Shark
- Jason Robards Sr. … Kota
- Warner Richmond … Metcalf, um dos capangas de Tiger Shark
- Robert Frazer … H. R. Douglas
- J. Frank Glendon … M. J. Buchanan
- Donald Reed … Pedro, um dos capangas de Tiger Shark
- Max Wagner … Gibson, um dos capangas de Tiger Shark
- Richard Alexander … Ivan, um dos capangas de Tiger Shark
- Tom London … Miller, um dos capangas de Tiger Shark
- Franklin Adreon ... Capitão Holmes (capítulos 7 a 10, não creditado)

## Capítulos
1. Human Targets
2. Isle of Missing Men
3. The Savage Hoard
4. The Mark of the Tiger Shark
5. The Gauntlet of Grief
6. Robber's Roost
7. Jungle Terrors
8. Siege of Halfway Island
9. Death from the Sky
10. Wheels of Destruction
11. Behind the Mask
12. Two Against the Horde

Fonte: